# Trichocerca insignis
Trichocerca insignis is een raderdiertjessoort uit de familie Trichocercidae. De wetenschappelijke naam van deze soort is voor het eerst geldig gepubliceerd in 1885 door Herrick.